# Berggölen (Malexanders socken, Östergötland)
Berggölen är en sjö i Boxholms kommun i Östergötland och ingår i Motala ströms huvudavrinningsområde.